# Республика Конго на летних Олимпийских играх 1992
Республика Конго принимала участие в Летних Олимпийских играх 1992 года в Барселоне (Испания) в шестой раз за свою историю, но не завоевала ни одной медали.

## Результаты соревнований

### Лёгкая атлетика
Мужчины
| Дисциплина            | Спортсмен                                              | Предварительный раунд | Предварительный раунд | Четвертьфиналы       | Четвертьфиналы       | Полуфиналы            | Полуфиналы            | Финал                 | Финал                 |
| Дисциплина            | Спортсмен                                              | Время                 | Место                 | Время                | Место                | Время                 | Место                 | Время                 | Место                 |
| --------------------- | ------------------------------------------------------ | --------------------- | --------------------- | -------------------- | -------------------- | --------------------- | --------------------- | --------------------- | --------------------- |
| бег на 100 метров     | Давид Нкуа                                             | 10,96                 | 59                    | Завершил выступление | Завершил выступление | Завершил выступление  | Завершил выступление  | Завершил выступление  | Завершил выступление  |
| бег на 200 метров     | Медар Маканга                                          | 22,18                 | 58                    | Завершил выступление | Завершил выступление | Завершил выступление  | Завершил выступление  | Завершил выступление  | Завершил выступление  |
| бег на 400 метров     | Медар Маканга                                          | 48,17                 | 55                    | Завершил выступление | Завершил выступление | Завершил выступление  | Завершил выступление  | Завершил выступление  | Завершил выступление  |
| бег на 800 метров     | Симфорьен Самба                                        | 1:51,75               | 42                    | Не проводится        | Не проводится        | Завершил выступление  | Завершил выступление  | Завершил выступление  | Завершил выступление  |
| эстафета 4×100 метров | Медар Маканга Микаэль Дзонг Арман Биньякуну Давид Нкуа | DSQ                   | —                     | Не проводится        | Не проводится        | Завершили выступление | Завершили выступление | Завершили выступление | Завершили выступление |

Женщины
| Дисциплина                    | Спортсменка | Предварительный раунд | Предварительный раунд | Четвертьфиналы | Четвертьфиналы | Полуфиналы            | Полуфиналы            | Финал                 | Финал                 |
| Дисциплина                    | Спортсменка | Время                 | Место                 | Время          | Место          | Время                 | Место                 | Время                 | Место                 |
| ----------------------------- | ----------- | --------------------- | --------------------- | -------------- | -------------- | --------------------- | --------------------- | --------------------- | --------------------- |
| бег на 400 метров с барьерами | Аддо Ндала  | DNF                   | —                     | Не проводится  | Не проводится  | Завершила выступление | Завершила выступление | Завершила выступление | Завершила выступление |

### Плавание
Мужчины
| Дистанция                | Спортсмен  | Предварительный раунд | Предварительный раунд | Финалы               | Финалы               |
| Дистанция                | Спортсмен  | Результат             | Место                 | Результат            | Место                |
| ------------------------ | ---------- | --------------------- | --------------------- | -------------------- | -------------------- |
| 50 метров вольным стилем | Жиль Кудре | 28,11                 | 69                    | Завершил выступление | Завершил выступление |